# 吡啶-2,6-二甲醛
吡啶-2,6-二甲醛是一种有机化合物，化学式为C5H3N(CHO)2，是吡啶二甲醛的同分异构体之一。它可由2,6-二甲基吡啶的氧化反应制得。它可以和胺缩合，得到二亚氨基吡啶配体。它可以被硼氢化钠还原，得到吡啶-2,6-二甲醇。